# Stoletovo, Stara Zagora
Stoletovo (în bulgară Столетово) este un sat în comuna Opan, regiunea Stara Zagora,  Bulgaria. 

## Demografie
Componența etnică a satului Stoletovo
     Bulgari (81,91%)
     Romi (17,02%)
     Nicio identificare (1,06%)
     Altele (0%)
La recensământul din 2011, populația satului Stoletovo era de 94 locuitori. Din punct de vedere etnic, majoritatea locuitorilor (81,91%) erau bulgari, cu o minoritate de romi (17,02%). Pentru 1,06% din locuitori nu este cunoscută apartenența etnică.